# Carte du Ciel
Pour les articles homonymes, voir Carte.
Ne doit pas être confondu avec Carte du ciel mobile, Atlas céleste, Catalogue d'étoiles ou Cartes du ciel (logiciel).
Le projet Carte du Ciel était un projet astronomique international destiné à cartographier et relever les coordonnées astronomiques de plusieurs millions d'étoiles de la sphère céleste, jusqu'à une magnitude apparente d'environ 11 ou 12.
Le projet a débuté en 1887, sous l'impulsion de l'observatoire de Paris, alors dirigé par Amédée Mouchez, un des premiers à réaliser le potentiel des nouvelles techniques photographiques dans le domaine de la cartographie des étoiles (l'astrophotographie).  Abandonné en 1970, ses objectifs partiellement atteints, le projet voit ses données servir de base à des travaux ultérieurs.

## Principe
| Observatoire            | Zone de déclinaison assignée, | Zone de déclinaison assignée, |
| Observatoire            | de                            | à                             |
| ----------------------- | ----------------------------- | ----------------------------- |
| Greenwich               | +90°                          | +65°                          |
| Vatican                 | +64°                          | +55°                          |
| Catane                  | +54°                          | +47°                          |
| Helsinki                | +46°                          | +40°                          |
| Potsdam/Bruxelles       | +39°                          | +32°                          |
| Oxford                  | +31°                          | +25°                          |
| Paris                   | +24°                          | +18°                          |
| Bordeaux                | +17°                          | +11°                          |
| Toulouse                | +10°                          | +5°                           |
| Alger                   | +4°                           | -2°                           |
| San Fernando (es)       | -3°                           | -9°                           |
| Tacubaya (Mexique)      | -10°                          | -16°                          |
| Santiago (Chili)        | -17°                          | -23°                          |
| La Plata (Argentine)    | -24°                          | -31°                          |
| Rio (Brésil) (pt)       | -32°                          | -40°                          |
| Le Cap (Afrique du Sud) | -41°                          | -51°                          |
| Sydney (Australie)      | -52°                          | -64°                          |
| Melbourne (Australie)   | -65°                          | -90°                          |

Mouchez a lancé le projet en 1887 au cours d’un congrès astronomique international réunissant à Paris 56 participants venus de 16 pays. Il commença par faire équiper l’Observatoire de Paris d’une monture équatoriale double réalisée par le constructeur Paul Gautier, équipé d'une lunette comprenant un objectif photographique de 33 cm de diamètre et un objectif visuel de 19 cm de diamètre (focale de 360 cm). Les optiques furent réalisées par les frères Henry (Prosper-Mathieu Henry et Paul-Pierre Henry).
Mouchez a imaginé un projet prenant 22 000 clichés sur plaques photographiques du ciel entier, chacune représentant un carré de 2° de côté. Il rallia à son projet 18 grands observatoires du monde entier, chacun se voyant assigné une partie différente du ciel photographiée par un instrument identique à celui construit par les frères Henry.
Le travail impliqua deux étapes menées de front :
- la première consiste à déterminer avec précision les positions de plusieurs milliers d'étoiles de référence, servant par déduction à calculer les positions de tous les autres astres observés. Ceci se fait en mesurant la hauteur des étoiles au-dessus de l'horizon, à l'instant précis de leur passage au méridien. À l'observatoire de Toulouse, par exemple, trois catalogues d'étoiles de référence sont produits : le premier, TOU1, liste les mesures effectuées entre 1891 et 1898 et recense 3 719 étoiles ; le second, TOU2, couvre 1898-1905 et 6 447 étoiles, et le troisième, TOU3, la période 1908-1931 et 10 070 étoiles ;
- lors de la deuxième étape, les astronomes produisent les clichés photographiques. Ceux-ci sont ensuite transmis à des « calculatrices », formées pour calculer la position de chacune des étoiles de la plaque photographique en se basant sur les coordonnées de la douzaine d'étoiles de référence présentes sur chaque plaque. Avant de prendre son sens moderne, le terme « calculatrice » désignait des personnes employées à effectuer des calculs en série. Il s'agissait le plus souvent de femmes appelées les « dames de la Carte du ciel[8] ». Ceci permettait le calcul de l'ascension droite et de la déclinaison de chaque astre observé. La précision obtenue est de l'ordre du tiers de seconde de degré[9] à l'époque moyenne d'observation (1907).

## Résultats
Des décennies entières de travail furent consacrées à ce projet avant qu'il ne soit supplanté par des techniques astronomiques plus modernes et plus efficaces. Le projet n'arriva pas à son terme. Deux objectifs étaient prévus, un atlas photographique et un catalogue  de toutes les étoiles du ciel jusqu'à la 11e magnitude photographique. Le catalogue est publié en 1958, mais au terme du projet, seule la moitié des zones de l'atlas prévues sont couvertes. Le projet fut définitivement abandonné lors du quatorzième congrès de l'Assemblée générale de l'Union astronomique internationale de Brighton en 1970. 
Le problème principal résidait dans le fait que le travail dura beaucoup plus longtemps que prévu, le projet ayant mobilisé les astronomes d'une vingtaine d'observatoires pendant parfois près de soixante ans, alors qu'il était initialement prévu pour durer 10 à 15 ans au plus. À titre d'exemple, l'observatoire d'Alger, qui était l'un des plus actifs au sein du projet, ne termina sa tâche concernant la partie du ciel qui lui était allouée qu'en 1919, soit 32 ans après avoir commencé.
Un problème plus sérieux concerne la grande implication des astronomes et observatoires français dans le projet, notamment ceux de l'Observatoire de Paris. Celui-ci demandait un travail précis et minutieux, mais les écarta de toute créativité. Toute l'évolution vers l'astronomie extragalactique et l'astrophysique du début du siècle se fit sans les Français, ceux-ci n'y venant que vers les années 1930.
Le projet déboucha tout de même sur la découverte d'un grand nombre d'étoiles doubles et d'étoiles possédant un mouvement propre important, mais ces résultats peuvent sembler bien minces en regard du temps qui lui a été consacré.
Le laborieux travail effectué alors par les « calculatrices » se trouve désormais réalisé par des ordinateurs, et chaque astronome amateur peut calculer en quelques secondes les coordonnées d'une étoile avec un grand nombre de logiciels à moindre coût destinés aux ordinateurs personnels. La mission d'Hipparcos de recenser 2,5 millions d'étoiles en 1993 n'a cependant pas rendu le projet de 1887 complètement obsolète : outre son intérêt patrimonial, il a montré également son intérêt scientifique en pouvant comparer l'état du ciel à un siècle d'écart, et en permettant de mesurer le déplacement des étoiles sur cette période.
Les résultats partiels obtenus restent toutefois encore exploités après le terme du projet, qui a connu des prolongements divers, dont via les projets Hipparcos ou Gaïa